# Pont de Musmeci
Le viadotto dell'Industria (français : viaduc industriel) également connu sous le nom de pont de Basento ou pont de Musmeci, est un ouvrage constituant le lien routier entre la sortie « Potenza centre » (Italie) sur la jonction du raccord autoroutier RA5 et les principales voies d'accès dans la zone sud de la ville.
Il enjambe le fleuve Basento, trois lignes de chemin de fer (Foggia-Potenza, Battipaglia-Potenza-Metaponto, Altamura-Avigliano-Potenza) et deux rues principales de la ville, la viale Guglielmo Marconi et la viale del Basento, rejoignant la via Nicola Vaccaro dans le tronçon terminal.

## Histoire
Conçu par l'ingénieur italien Sergio Musmeci en 1967 et construit entre 1971 et 1976, le pont incarne parfaitement les théories architecturales de Musmeci. La structure a coûté environ 920 000 000 lires italiennes (équivalant à 4 000 000 € en 2016).
Le caractère unique de la structure est dû à sa construction : elle est constituée d'une seule membrane de béton armé (environ 30 centimètres d'épaisseur) moulé pour former quatre arcs contigus. La feuille de béton est façonnée en une structure « en forme de doigt », qui supporte tout le pont, et elle est également utilisée comme passerelle piétonne.
Le pont a été construit sans utiliser d'éléments préfabriqués, mais uniquement avec des coffrages en béton. Edilstrade Forlì-Castrocaro est l'entreprise ayant construit l'ouvrage présentant un intérêt architectural.
Les projets et planimétries sont rassemblés dans les « archives Musmeci Sergio et Zanini Zenaide » qui, en 1997, ont été déclarées d'un grand intérêt historique par la surintendance des archives du Latium. Puis en 2003, il a été cité par le ministère du Patrimoine et de la Culture comme exemple d'architecture du XXe siècle au MAXXI (Musée national des arts du XXIe siècle à Rome). En 2003, le pont a été déclaré « monument d'intérêt culturel » par le ministère du Patrimoine et de la Culture.

## Galerie de photos

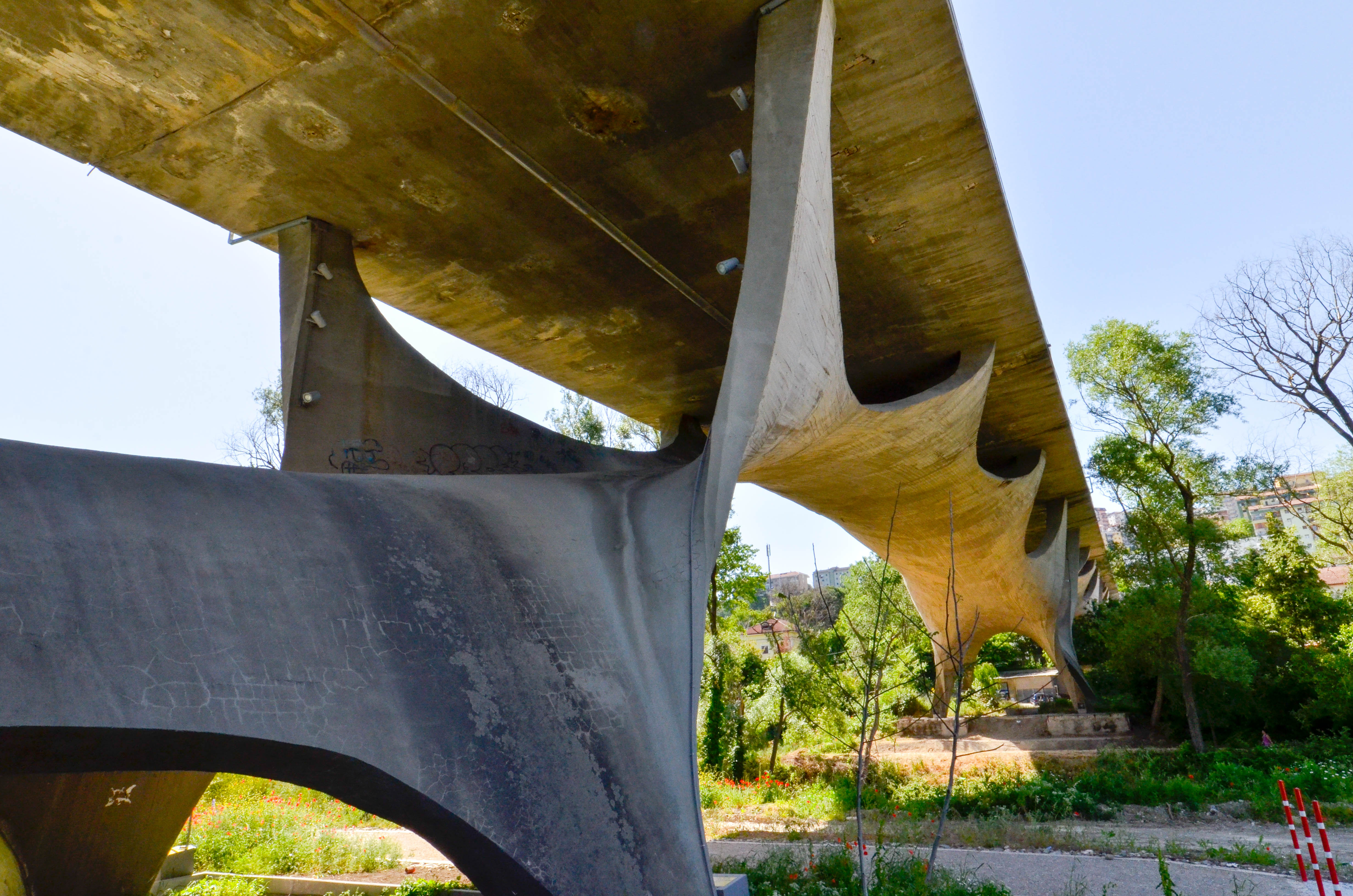
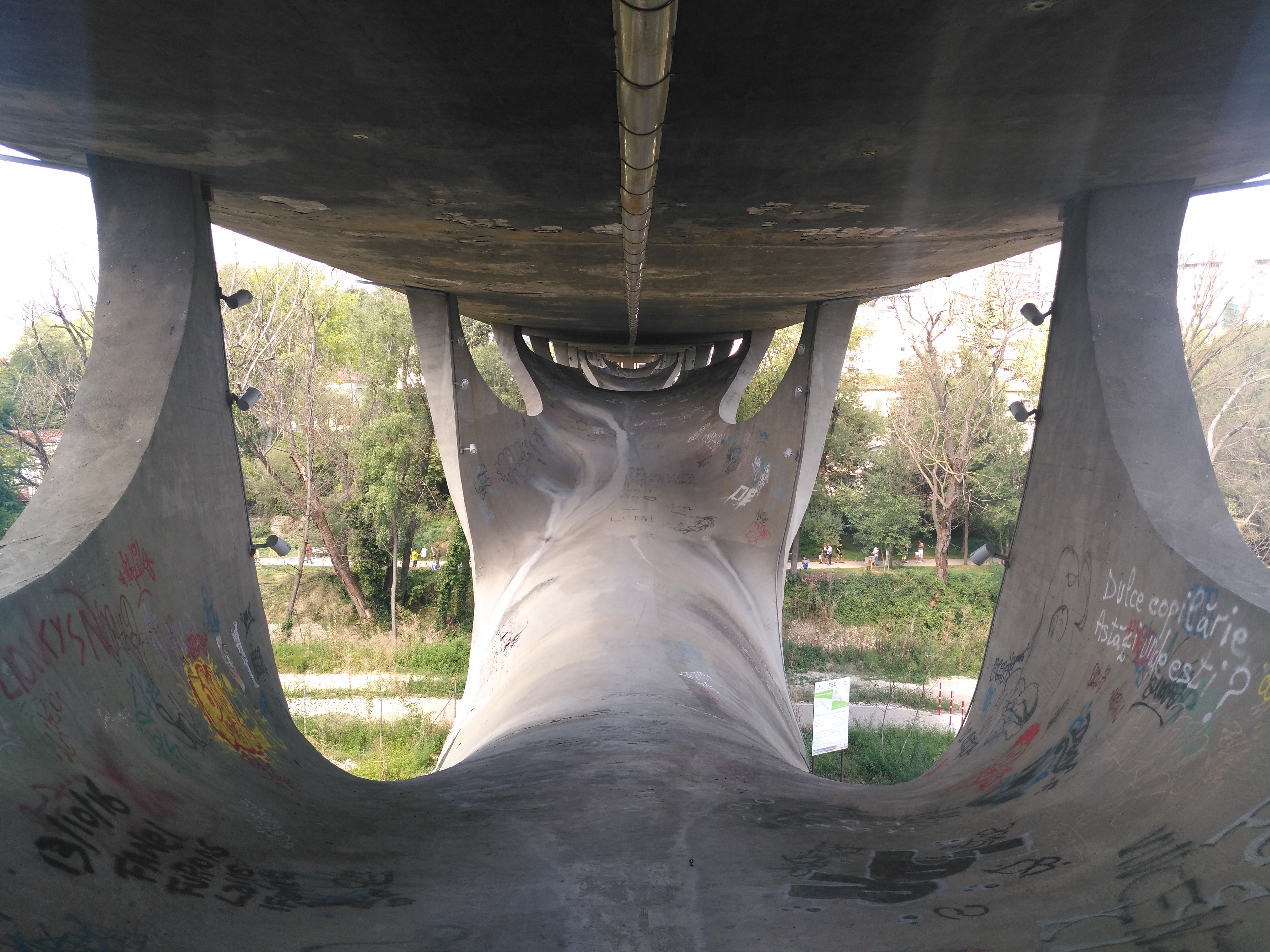
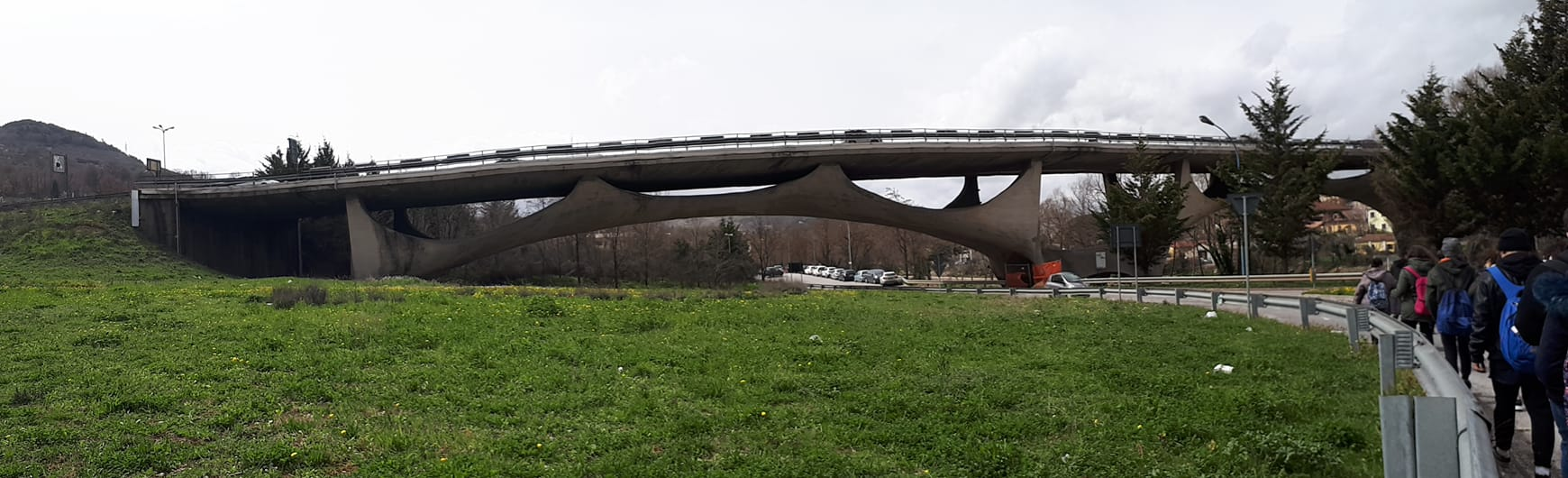
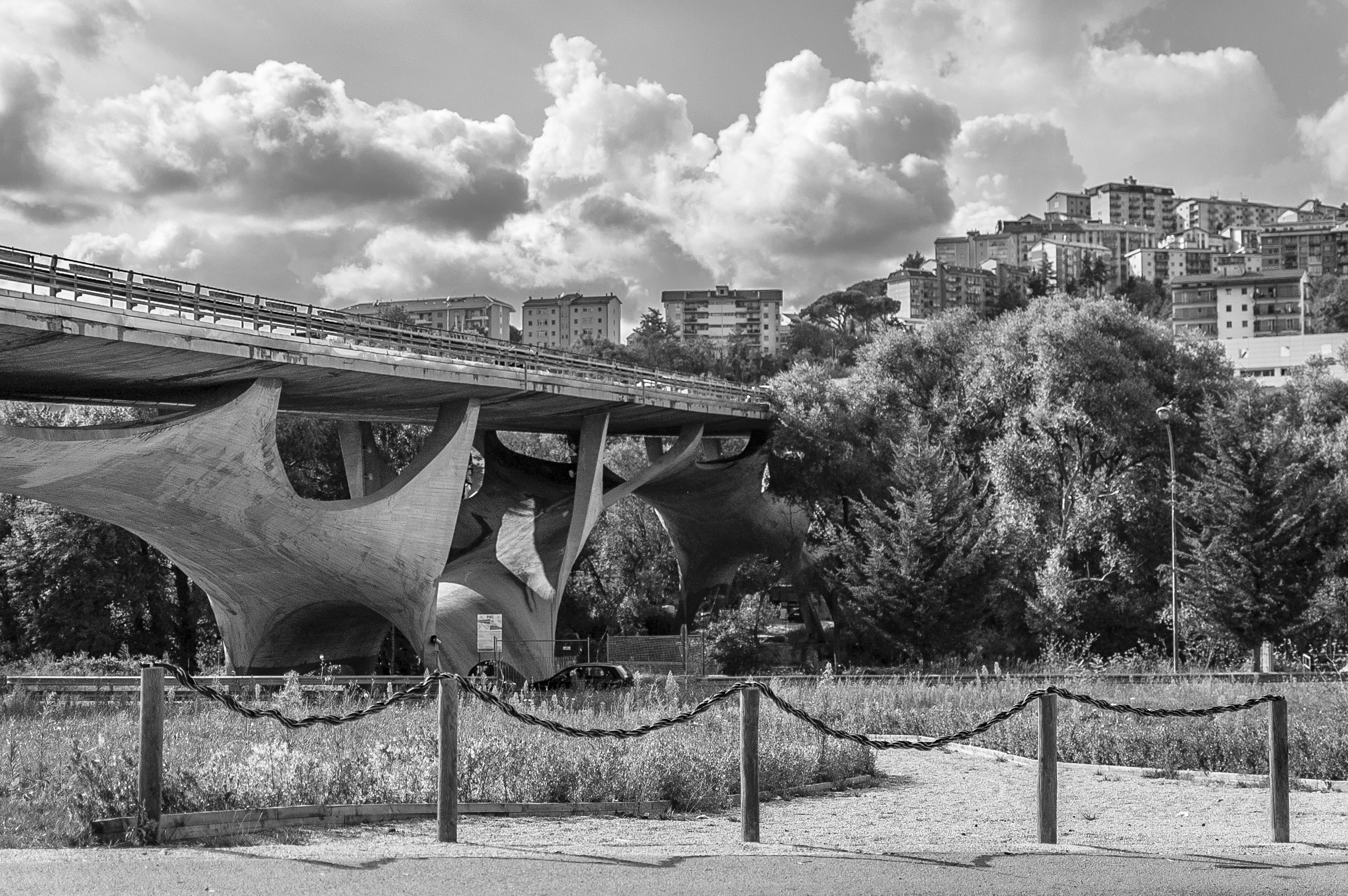